# ルイス・エンヒキ・アンドレ・ホサ・ダ・シウヴァ
ルイス・エンヒキ（Luiz Henrique）ことルイス・エンヒキ・アンドレ・ホサ・ダ・シウヴァ（ポルトガル語: Luiz Henrique André Rosa da Silva、2001年1月2日 - ）は、ブラジル・リオデジャネイロ州ペトロポリス出身のサッカー選手。FCゼニト・サンクトペテルブルク所属。ポジションはFW。

## クラブ歴
2012年、11歳でフルミネンセFCの下部組織に加入。2020年8月12日のカンピオナート・ブラジレイロ・セリエAで後半にネネに代わって途中出場し選手初出場を記録した。9月7日に2025年9月まで契約を延長した。10月18日に選手初得点を記録した。
2022年7月1日、レアル・ベティスと6年契約を結んだ。

## 代表歴
2020年11月、チームメイトのメチーニョとともにブラジルA代表のトレーニングに参加した。